# Zemfira Gafarova
Zemfira Gafarova (en azéri : Zemfira Həsən qızı Qafarova), née le 22 novembre 1942 à Bakou, est une musicienne, musicologue et pédagogue azerbaïdjanaise, docteure en philosophie de l'histoire de l'art azerbaïdjanaise.
Elle est secrétaire de l'Union des compositeurs d'Azerbaïdjan et professeur à l'Académie de musique de Bakou[Quand ?].

## Biographie
Zemfira Gafarova est diplômée de l'École de musique de Bakou Asaf-Zeynally en 1961 et entre la même année au département d'histoire et de théorie du Conservatoire d'État d'Azerbaïdjan.
En 1966, elle obtient le diplôme de musicologue avec d'excellentes notes[réf. nécessaire]. Pendant plus de 30 ans, elle est une éminente enseignante et professeure au Département d'histoire de la musique de l'Académie de musique de Bakou. Elle a été doyenne de la Faculté d'histoire et de théorie pendant 10 ans (1981-1991).

## Œuvre
Elle a soutenu avec succès sa thèse en 1984 et a obtenu le diplôme de candidat en histoire de l'art, élargissant son activité scientifique parallèlement à son activité pédagogique.
Ses monographies sont consacrées à Ramiz Mustafayev, Tofig Bakikhanov, Hadji Khanmammadov, Chafiqa Akhundova, les travaux de recherche d'Üzeyir Hacıbəyov sur l'opéra Koroglu et le manuel Koroglu.
Le 19 septembre 2016, elle reçoit une bourse personnelle du président de la République d'Azerbaïdjan pour ses services au développement de la culture azerbaïdjanaise.